# П'ятнадцять радощів шлюбу
П'ятнадцять радощів шлюбу (фр. Les Quinze joies de mariage) — анонімна прозова сатира, видатна пам'ятка середньовічної французької літератури.

## Короткий опис
Сатира П'ятнадцять радощів шлюбу створена близько 1382 року (за іншими даними: між 1390 і 1430 роками). Вперше опублікована в Ліоні.
Твір є гострою сатирою про проблеми шлюбу. Написана ясним, емоційним стилем з елементами народного гумору, саркастичними міркуваннями та гострими іронічними метафорами й порівняннями. Твір є яскравим зразком ранньої французької прози, в якому сатирично змальована інституція шлюбу та жінка загалом.
Аналіз мови пам'ятки вказує на західнофранцузьке походження її автора (Пуату, Анжу). Твір є пародією на П'ятнадцять радостей Діви Марії й тематизує тодішні стереотипи про жінку: манія постійного прибирання, невірність, мінливість настрою, лицемірство, бажання керувати своїм чоловіком. Ці вади показані за допомогою гострих діалогів та пластично описаних сцен-табло.
Головна героїня твору — зла дружина, яка завдяки віртуозній техніці підтасовок задовольняє свої примхи, обдурюючи свого пасивного і наївного чоловіка. У творі добре помітне дидактичне спрямування оповіді, зокрема в частих повторах. Твір вирізняється багатством описів деталей побуту. П'ятнадцять епізодів сатири завершуються пародійною молитвою.

## Видання
- Les quinze joies du mariage, Paris, Techener, 1837 : перевидання накладом 126 примірників.
- Les quinze joies du mariage, Paris, Kieffer, 1932 : Ілюстрації Жака Туше.
- Les quinze joies du mariage, Paris, Union latine d’édition, 1937 : коментар і переклад Рауля Мортьє.
- Les Quinze joies de mariage, Paris, Éditions Terres Latines, 1946
- Les quinze joies du mariage, s.l., Aux dépens d'un bibliophile et de ses amis, 1947 : наклад 150 примірників.
- Les .XV. joies de mariage, éd. Jean Rychner, Genève, Droz, 1999 :  на сайті „книги Google“.
- Les quinze joyes de mariage, éd. Joan Crow, Oxford, Blackwell, 1969.
- Les quinze joies de mariage, traduites et présentées par Monique Santucci, Paris, Stock, 1986.
- Les quinze joies de mariage, mise en français moderne par Isabelle Jourdan, Rennes, La Part Commune, 2008.
- «Пятнадцать радостей брака» и другие сочинения французских авторов XIV-XV веков. - М.: Наука. - 1991.